# Aegiochus
Aegiochus är ett släkte av kräftdjur. Aegiochus ingår i familjen Aegidae.

## Dottertaxa tillAegiochus, i alfabetisk ordning[1]
- Aegiochus antarctica
- Aegiochus arctica
- Aegiochus australis
- Aegiochus beri
- Aegiochus bertrandi
- Aegiochus coroo
- Aegiochus crozetensis
- Aegiochus cyclops
- Aegiochus dentata
- Aegiochus dollfusi
- Aegiochus francoisae
- Aegiochus glacialis
- Aegiochus gordoni
- Aegiochus gracilipes
- Aegiochus incisa
- Aegiochus insomnis
- Aegiochus kakai
- Aegiochus kanohi
- Aegiochus laevis
- Aegiochus leptonica
- Aegiochus longicornis
- Aegiochus nohinohi
- Aegiochus perulis
- Aegiochus piihuka
- Aegiochus plebeia
- Aegiochus pushkini
- Aegiochus quadratisinus
- Aegiochus riwha
- Aegiochus sarsae
- Aegiochus spongiophila
- Aegiochus symmetrica
- Aegiochus synopthalma
- Aegiochus tara
- Aegiochus tenuipes
- Aegiochus tumida
- Aegiochus uschakovi
- Aegiochus weberi
- Aegiochus ventrosa
- Aegiochus vigilans